# Anaspella antennata
Anaspella antennata es una especie de coleóptero de la familia Scraptiidae.

## Distribución geográfica
Habita en Egipto.